# Nermsdorf
Nermsdorf ist ein Ortsteil der Landgemeinde Am Ettersberg im  Landkreis Weimarer Land in Thüringen.

## Geografie
Nermsdorf befindet sich im östlichen Teil des Thüringer Beckens. Sie liegt halbwegs zwischen Ettersberg und Finne, zwei Kilometer nordöstlich von Buttelstedt und etwa 12 Kilometer (Luftlinie) nordwestlich der Kreisstadt Apolda.

### Berge
Als höchste Erhebung gilt der Steinberg, er liegt etwa einen Kilometer östlich der Ortslage  (255,4 m ü. NN).

### Flüsse
Die Gemarkung gehört orographisch zum Einzugsbereich der Elbe. Ein in der Ortslage entspringender Bach fließt nach Westen, er mündet bei Buttelstedt in die Scherkonde, einem Zufluss der Unstrut.

## Geschichte
Der Ort wurde am 18. Mai 786 als Nemannesthorp in einem Verzeichnis der Einkünfte des Klosters Fulda erstmals erwähnt, 1368 Nemisdorff. Der Ort gehörte da noch als Lehen zur Herrschaft der Grafen von Orlamünde, später der Landgrafen von Thüringen.
Das Domstift Heilig Kreuz der Reichsstadt Nordhausen übte das Patronatsrecht über die Pfarrkirche im Dorf aus. Seit der Mitte des 16. Jahrhunderts gehörte der Ort zur Vogtei Brembach. Als Gerichtsort war Buttelstedt zuständig. 1735 wurden die Orte der Vogtei Brembach dem Amt Hardisleben angegliedert. Sie gehörten seit 1741 zum Herzogtum bzw. ab 1815 zum Großherzogtum Sachsen-Weimar-Eisenach. 1817 kam der Ort zum Amt Buttstädt. Seit 1850 bis zur Gründung des Landes Thüringen gehörte Nermsdorf zum Verwaltungsbezirk Apolda und zum Amtsgericht Buttstädt.
Die erste Dorfkirche soll im 12. Jahrhundert entstanden sein. Zu dieser Zeit bestanden auch die drei Wüstungen am Steinberg – Krellwitz, Stiebsdorf und Hohendorf – noch als Siedlungen. Nermsdorf lag an einem Seitenweg der via regia, der heutige Flurname dieser Altstraße lautet Weinstraße.  Der Ort Nermsdorf ist landwirtschaftlich geprägt.
Der Maler Lyonel Feininger fand 1921 in das Dorf und schuf ein Bild der Dorfkirche Nermsdorf.

## Kultur und Sehenswürdigkeiten
Im Jahr 2001 konnte Nermsdorf seine 1125-Jahr-Feier der Ersterwähnung begehen. Wahrzeichen des Ortes ist die Dorfkirche. Turm und Inneres wurden 1988 durch einen Brand beschädigt. Der Zwiebelturm ist (noch) nicht in seiner überlieferten Ansicht aufgebaut worden. Die Kirche ist vom alten Friedhof umgeben, hier findet sich auch ein historisches Steinkreuz in der Umfassungsmauer. Im Dorf befinden sich auch ein Anger und der Dorfteich.
1994 brannte auch die Nermsdorfer Windmühle, welche einst mit 5 Flügeln ausgestattet war, bis auf die Umfassungsmauern vollständig aus. Sie galt bis zu diesem Zeitpunkt auch als eine der ältesten erhaltenen Mühlen der Region.
Der Ort wurde mit Mitteln der Dorferneuerung während der Vorbereitung des Ortsjubiläums neu gestaltet.

## Söhne und Töchter
- Karl Weichardt (1846–1906), deutscher Architekt und Architekturmaler
- Johannes Hunnius (1852–1943), deutscher Rechtswissenschaftler, Regierungsbeamter und Minister